# Željana Zovko
Željana Zovko, née le 25 mars 1970 à Mostar (aujourd'hui en Bosnie-Herzégovine), est une femme politique croate membre de l'Union démocratique croate. Elle est députée européenne depuis octobre 2016.

## Biographie
En 1992, elle est diplômée de langue et littérature française de la faculté de philosophie, de philologie et d'études romanes de Sarajevo. Par la suite, entre 1992 et 1995, elle donne des cours de français à l'université North London.
Elle travaille pour la présidence de Bosnie-Herzégovine entre 1999 et 2004 avant de devenir ambassadrice de Bosnie-Herzégovine en France (2004-2008), en Espagne (2008-2011) puis en Italie (2015-2016). 
Le 24 octobre 2016, elle intègre le Parlement européen sous l'étiquette de l'Union démocratique croate en remplaçant Davor Ivo Stier devenu ministre des Affaires étrangères de Croatie.